# كيكي إتشافاري
كيكي إتشافاري (بالإسبانية: Enrique Javier Montesinos Echávarri)‏ هو لاعب كرة قدم إسباني في مركز الدفاع، ولد في 14 مايو 1994 في مدينة ميورقة في إسبانيا. لعب مع إكستريمادورا يونيون ديبورتيفا.

## وصلات خارجية
- كيكي إتشافاري على موقع Soccerway.com (الإنجليزية)